# Mexikanske Fribyttere
Mexikanske Fribyttere er en amerikansk stumfilm fra 1917 af Raoul Walsh.

## Medvirkende
- Miriam Cooper som Carmelita.
- James A. Marcus som Carpi.
- Hobart Bosworth som Leopoldo Juares.
- Monte Blue som Pepo Esparenza.
- Wheeler Oakman som William Jerome.